# After Hours (álbum de The Weeknd)
After Hours é o quarto álbum de estúdio do cantor e compositor canadense The Weeknd. Foi lançado em 20 de março de 2020 através da XO e Republic Records. Primariamente produzido por The Weeknd, o álbum conta com uma variedade de produtores, incluindo DaHeala, Illangelo, Max Martin, Metro Boomin e OPN, a maioria dos quais o cantor já havia trabalhado anteriormente. A edição padrão do álbum não possui colaborações, enquanto as edições deluxes trazem parcerias com Ariana Grande e Doja Cat, e a edição de remixes contém aparições de Chromatics e Lil Uzi Vert. After Hours explora a solidão, a auto-aversão e o escapismo.
Antes do lançamento do álbum, The Weeknd confirmou que After Hours contrastaria estilisticamente com seu antecessor, Starboy (2016). Jornalistas musicais notaram o álbum como uma reinvenção artística de The Weeknd, com a introdução de influências new wave e dream pop. O título do álbum foi inspirado no filme de mesmo nome de 1985, enquanto a arte foi inspirada em vários outros filmes.
After Hours gerou quatro singles: "Heartless", "Blinding Lights", "In Your Eyes", e "Save Your Tears", três dos quais atingiram o topo da Billboard Hot 100. A faixa-título foi lançada como single promocional. Estreou na primeira posição da Billboard 200, tornando-se o quarto álbum número um de The Weeknd nos Estados Unidos, e permaneceu no topo durante quatro semanas consecutivas. After Hours também alcançou o topo das tabelas de outros 20 países, incluindo Canadá e Reino Unido. Em dezembro de 2022, o álbum recebeu o certificado de platina tripla pela Recording Industry Association of America (RIAA). Devido a atrasos na turnê causados pela pandemia de COVID-19, The Weeknd completou seu quinto álbum de estúdio Dawn FM (2022), antes de entrar em turnê para promover os dois lançamentos.

## Antecedentes e lançamento
No final de 2018, numa apresentação feita em sua cidade natal, Toronto, Canadá, The Weeknd disse que estava trabalhando em seu novo álbum de estúdio, dizendo ao público que "Chapter VI estava chegando em breve". Em 12 de janeiro de 2019, Tesfaye comentou mais sobre o projeto e seu som no Twitter dizendo: "chega de música diurna" para os fãs, fazendo com que os meios de comunicação acreditassem que ele continuaria com a música mais sombria encontrada em My Dear Melancholy, (2018). Após um trio de singles colaborativos ao longo de 2019, em 6 de agosto, ele novamente afirmou aos fãs que estava trabalhando em seu quarto álbum de estúdio.
Após um período de cinco meses de silêncio, em 24 de novembro, o single "Blinding Lights" foi revelado através de um comercial televisivo da Mercedes-Benz, com relatos de "Heartless" surgindo um dia depois. Esta última canção estreou no sétimo episódio do programa de The Weeknd Memento Mori, da rádio Beats 1, em 27 de novembro de 2019. Nas horas que antecederam o lançamento do episódio do programa de rádio, The Weeknd anunciou nas redes sociais seu retorno à música com as legendas "o outono começa amanhã à noite" e "Hoje à noite começamos um novo capítulo psicótico de derreter o cérebro! Vamos lá!".
Em 13 de fevereiro de 2020, The Weeknd revelou o título do projeto, After Hours, através de um teaser de 48 segundos. Alguns dias após o anúncio do nome do álbum, sua data de lançamento, 20 de março de 2020, foi compartilhada através das mídias sociais, para acompanhar o lançamento da faixa-título como single promocional. Na última semana que antecedeu o lançamento do álbum, a lista de faixas de After Hours foi revelada, em 17 de março de 2020. Em 19 de março de 2020, The Weeknd anunciou que o álbum é dedicado ao fã de longa data e apresentador do popular podcast The XO Podcast, Lance, que morrera na noite anterior. O álbum estreou junto do oitavo episódio de Memento Mori, em 20 de março de 2020, com The Weeknd também apresentando uma sessão de escuta no Spotify após o seu lançamento. Uma edição deluxe do álbum, contendo cinco remixes, foi lançada sem aviso prévio em 23 de março de 2020. Em 30 de março de 2020, no aniversário de dois anos de My Dear Melancholy, uma versão atualizada da edição deluxe contendo três novas faixas bônus foi lançada.

## Arte e estética
A arte e a estética do material promocional do álbum foram descritas como psicodélicas e tendo sido inspiradas em vários filmes, tais como: Fear and Loathing in Las Vegas (1998), Joker (2019), Casino (1995), e Uncut Gems (2019), com este último contando com uma participação do próprio The Weeknd. A aparência física de Tesfaye, nessa era, foi descrita pelos jornalistas como sendo de pigmentação vermelha, com ele constantemente usando um terno vermelho e um penteado específico em todo o material promocional do álbum, como a arte, os videoclipes, os teasers, e apresentações ao vivo. A direção de arte geral do álbum foi administrada principalmente pelos irmãos Tammi, com seu design sendo feito por Aleksi Tammi, e sua fotografia e direção visual sendo gerenciadas por Anton Tammi, que dirigiu os videoclipes dos singles do álbum, e o auto-intitulado curta-metragem do projeto. A direção criativa do álbum foi conduzida por La Mar C. Taylor.

## Promoção

### Turnê
The After Hours Tour, turnê em divulgação ao disco, foi anunciada por The Weeknd em suas redes sociais em 20 de fevereiro de 2020. Com 57 datas espalhadas por arenas na América do Norte e na Europa, a turnê começará em 11 de junho de 2020 em Vancouver, Canadá, e terminará em 12 de novembro em Paris, França, tendo Sabrina Claudio, Don Toliver e Black Atlass como atos de abertura.

### Apresentações ao vivo
Em 5 de dezembro de 2019, The Weeknd cantou "Heartless" pela primeira vez no talk show The Late Show with Stephen Colbert. Com "Blinding Lights" recebendo sua estréia ao vivo no dia seguinte no mesmo programa. Ambas as apresentações receberam reações positivas da crítica e do público, e foram comparadas com as feitas por Michael Jackson e Prince no passado. Em 22 de janeiro de 2020, "Blinding Lights" foi apresentada no programa Jimmy Kimmel Live!. A apresentação foi inspirada nos eventos que ocorrem no videoclipe do single, lançado pouco antes de sua apresentação ao vivo. The Weeknd foi anunciado como convidado do episódio de 7 de março de 2020 da 45ª temporada do programa Saturday Night Live. Durante sua participação, ele apresentou um quadro cômico com os comediantes Kenan Thompson e Chris Redd, feito especificamente para o programa, intitulado "On the Couch", e cantou as canções "Blinding Lights", e a inédita "Scared to Live", que interpola "Your Song", de Elton John, com o músico eletrônico Oneohtrix Point Never.

### Singles
"Heartless" foi lançada como single inicial do álbum em 27 de novembro de 2019. A canção atingiu o topo da Billboard Hot 100, tornando-se a quarta liderança do cantor na parada, e da componente Rhythmic Songs, onde sagrou-se como o seu décimo número um. Lançado em 2 de dezembro, seu vídeo musical foi dirigido por Anton Tammi; inspirado pelo filme Fear and Loathing in Las Vegas, apresenta The Weeknd e o produtor Metro Boomin explorando casinos e festas na cidade de Las Vegas, até que ele se alucina após lamber um sapo e foge do lugar.
"Blinding Lights" foi lançada como o segundo single dois dias depois, em 29 de novembro. Comercialmente, liderou as tabelas musicais em mais de dez países, sendo a primeira do cantor a atingir a primeira posição na Alemanha, Austrália e Reino Unido. O vídeo correspondente, contendo influências dos filmes Joker e Casino, e também dirigido por Tammi, dá continuidade à trama de "Heartless", e nele, o cantor foge após ser agredido por dois homens num bar.
"In Your Eyes" foi lançada em 24 de março de 2020, como o terceiro single do álbum. Seu videoclipe segue a história dos vídeos lançados anteriormente, e foi lançado em 23 de março de 2020.
"Save Your Tears" foi enviada as rádios contemporânea da Europa com quarto single do álbum em 9 de agosto de 2020. Posteriormente, foi enviada as rádios americanas em 24 de novembro de 2020.

### Singlespromocionais e outras canções
Em 18 de fevereiro de 2020, Tesfaye anunciou o lançamento da faixa título do álbum junto com a revelação da capa do álbum. O single promocional alcançou o top 20 de vários países do mundo, incluindo os Estados Unidos, onde alcançou o número 20 na parada Billboard Hot 100.
Em 7 de abril de 2020, foi lançado um videoclipe para a faixa de encerramento do álbum, "Until I Bleed Out". O visual da canção continua com os temas encontrados em todo o material promocional do álbum.

### Teasere curta-metragem
Em 13 de fevereiro de 2020, The Weeknd lançou um teaser de 48 segundos que anunciou o título do álbum. Os jornalistas notaram sua semelhança com o trabalho digital realizado no filme de 2019 Uncut Gems, no qual Tesfaye teve uma participação. Seu visual também foi comparado àqueles encontrados nos videoclipes dos dois primeiros singles do álbum.
Em 3 de março de 2020 foi lançado um teaser de um auto-intitulado curta-metragem do álbum, com seu lançamento ocorrendo em 4 de março de 2020. O vídeo foi dirigido por Anton Tammi e continua a história e a estética encontradas nos videoclipes de "Heartless" e "Blinding Lights". O filme se passa logo após a apresentação de "Blinding Lights" feita por The Weeknd no programa Jimmy Kimmel Live! (datada de 22 de janeiro de 2020), e apresenta vários trechos das faixas do álbum enquanto Tesfaye passeia por um metrô. Ele termina com The Weeknd aparentemente matando um casal em um elevador isolado. Diversos jornalistas observaram que o visual do filme parece ter sido inspirado nos filmes Joker (2019) e The Shining (1980).

## Recepção crítica
| Críticas profissionais | Críticas profissionais |
| Pontuações agregadas   | Pontuações agregadas   |
| Fonte                  | Avaliação              |
| ---------------------- | ---------------------- |
| Metacritic             | (80/100)               |
| Avaliações da crítica  |                        |
| Fonte                  | Avaliação              |
| Allmusic               | [ 65 ]                 |
| Consequence of Sound   | (A–)                   |
| Evening Standard       | [ 67 ]                 |
| Exclaim!               | (8/10)                 |
| NME                    | [ 69 ]                 |
| Pitchfork              | (7.9/10)               |
| PopMatters             | (8/10)                 |
| Rolling Stone          | [ 71 ]                 |
| The Guardian           | [ 72 ]                 |
| The Independent        | [ 73 ]                 |

After Hours foi recebido com ampla aclamação crítica. No Metacritic, o álbum recebeu uma pontuação média de 80, com base em 20 críticas. O agregador AnyDecentMusic? deu 7,7 de 10, com base em uma avaliação do consenso crítico.

## Desempenho comercial
Apesar de o álbum ainda não ter sido lançado durante o período de rastreamento que terminou em 27 de fevereiro de 2020, After Hours chegou à posição de número dez na parada norte-americana Rolling Stone Top 200, através das 36.000 unidades equivalentes a álbuns. Em 19 de março de 2020, After Hours quebrou o recorde de pré-adições globais para um álbum na história da Apple Music, com mais de 1,02 milhões de usuários pré-adicionando o álbum às suas bibliotecas.
After Hours estreou no topo da parada norte-americana Billboard 200, com 444.000 unidades equivalentes a álbuns, incluindo 275.000 de vendas puras. Este é o quarto álbum número um de The Weeknd, e marca as maiores vendas de primeira semana de um álbum em 2020. Além disso, após a primeira semana de disponibilidade do álbum, todas as 14 canções entraram na parada na norte-americana Billboard Hot 100, com dez delas chegando ao top 40, lideradas por "Blinding Lights" na 1ª posição, e "In Your Eyes" com a estreia mais alta, na 16ª posição.
O álbum estreou como número um na parada britânica UK Albums Chart, tornando-se o segundo álbum número um de The Weeknd na parada, cinco anos depois de Beauty Behind the Madness.

## Lista de faixas
Créditos adaptados do encarte do CD.
| After Hours – Edição padrão |                               |                                                                               |                                                                  |         |  |
| N.º                         | Título                        | Compositor(es)                                                                | Produtor(es)                                                     | Duração |  |
| 1.                          | "Alone Again"                 | Abel Tesfaye Jason Quenneville Carlo Montagnese Adam Feeney                   | Illangelo The Weeknd DaHeala Frank Dukes [a]                     | 4:10    |  |
| 2.                          | "Too Late"                    | Tesfaye Queeneville Montagnese Eric Burton Frederic                           | Illangelo Ricky Reed The Weeknd DaHeala Nate Mercereau [b]       | 3:59    |  |
| 3.                          | "Hardest to Love"             | Tesfaye Karl Martin Sandberg Oscar Holter                                     | Max Martin Holter The Weeknd                                     | 3:31    |  |
| 4.                          | "Scared to Live"              | Tesfaye Ahmad Balshe Sandberg Holter Daniel Lopatin Elton John Bernard Taupin | Martin Holter The Weeknd                                         | 3:11    |  |
| 5.                          | "Snowchild"                   | Tesfaye Quenneville Balshe Montagnese                                         | Illangelo The Weeknd DaHeala                                     | 4:07    |  |
| 6.                          | "Escape from LA"              | Tesfaye Montagnese Leland Tyler Wayne Mike McTaggart                          | Metro Boomin The Weeknd Illangelo                                | 5:55    |  |
| 7.                          | "Heartless"                   | Tesfaye Wayne Andre Proctor Montagnese                                        | Metro Boomin The Weeknd Illangelo Dre Moon [a]                   | 3:21    |  |
| 8.                          | "Faith"                       | Tesfaye Balshe Montagnese Wayne                                               | Metro Boomin The Weeknd Illangelo                                | 4:43    |  |
| 9.                          | "Blinding Lights"             | Tesfaye Balshe Quenneville Martin Holter                                      | Martin Holter The Weeknd                                         | 3:21    |  |
| 10.                         | "In Your Eyes"                | Tesfaye Balshe Sandberg Holter                                                | Martin Holter The Weeknd                                         | 3:57    |  |
| 11.                         | "Save Your Tears"             | Tesfaye Balshe Quenneville Sandberg Holter                                    | Martin Holter The Weeknd                                         | 3:35    |  |
| 12.                         | "Repeat After Me" (interlude) | Tesfaye Kevin Parker Lopatin                                                  | Parker Oneohtrix Point Never                                     | 3:15    |  |
| 13.                         | "After Hours"                 | Tesfaye Balshe Montagnesse Quenneville Mario Winans                           | The Weeknd Illangelo DaHeala Winans [b]                          | 6:01    |  |
| 14.                         | "Until I Bleed Out"           | Tesfaye Wayne Lopatin Mejdi Rhars Notinbed                                    | Metro Boomin Oneohtrix Point Never Prince 85 The Weeknd Notinbed | 3:10    |  |
| Duração total:              | Duração total:                | Duração total:                                                                | Duração total:                                                   | 56:19   |  |

| After Hours – Faixas bônus da edição deluxe |                                                    |                                                          |                                 |         |  |
| N.º                                         | Título                                             | Compositor(es)                                           | Produtor(es)                    | Duração |  |
| 15.                                         | "Nothing Compares"                                 | Tesfaye Balshe Quenneville Frederic                      | DaHeala Ricky Reed The Weeknd   | 3:42    |  |
| 16.                                         | "Missed You"                                       | Tesfaye Quenneville                                      | DaHeala The Weeknd              | 2:24    |  |
| 17.                                         | "Final Lullaby"                                    | Tesfaye Quenneville                                      | DaHeala The Weeknd              | 3:05    |  |
| 18.                                         | "Save Your Tears" (Remix) (part. de Ariana Grande) | Tesfaye Balshe Quenneville Sandberg Holter Ariana Grande | The Weeknd Martin Holter Grande | 3:11    |  |
| Duração total:                              | Duração total:                                     | Duração total:                                           | Duração total:                  | 68:41   |  |

| After Hours – Faixas bônus da edição deluxe japonesa |                                            |                                                                                 |                          |         |  |
| N.º                                                  | Título                                     | Compositor(es)                                                                  | Produtor(es)             | Duração |  |
| 19.                                                  | "In Your Eyes" (Remix) (part. de Doja Cat) | Tesfaye Balshe Martin Holter Amala Dlamini                                      | The Weeknd Martin Holter | 3:57    |  |
| 20.                                                  | "Blinding Lights" (Chromatics Remix)       | Tesfaye Quenneville Sandberg Holter Nathaniel Stanton Miller John David Padgett | Johnny Jewel             | 4:21    |  |
| Duração total:                                       | Duração total:                             | Duração total:                                                                  | Duração total:           | 73:49   |  |

| After Hours – EP de remixes |                                                       |                                                                             |                |         |  |
| N.º                         | Título                                                | Compositor(es)                                                              | Remixador(es)  | Duração |  |
| 1.                          | "Heartless" (Remix) (part. de Lil Uzi Vert)           | Tesfaye Wayne Montagnese Proctor Symere Woods                               | Johnny Jewel   | 3:20    |  |
| 2.                          | "Blinding Lights" (Chromatics Remix)                  | Tesfaye Quenneville Sandberg Holter Nathaniel Stanton Miller Padgett        | Johnny Jewel   | 4:21    |  |
| 3.                          | "Save Your Tears" (OPN Remix)                         | Tesfaye Balshe Quenneville Sandberg Holter Lopatin                          | OPN            | 3:40    |  |
| 4.                          | "Heartless" (Vaporwave Remix) (part. de Lil Uzi Vert) | Tesfaye Wayne Montagnese Proctor Woods Quenneville                          | DaHeala        | 2:45    |  |
| 5.                          | "After Hours" (The Blaze Remix)                       | Tesfaye Quenneville Balshe Montagnese Winans Guillaume Alric Jonathan Alric | The Blaze      | 3:58    |  |
| 6.                          | "Scared to Live" (Ao vivo do SNL)                     | Tesfaye Balshe Sandberg Holter Lopatin John Taupin                          |                | 3:37    |  |
| Duração total:              | Duração total:                                        | Duração total:                                                              | Duração total: | 21:43   |  |

Notas
- ↑a  - denota co-produtores
- ↑b  - denota produtores adicionais
- "Scared to Live"  contém interpolações de "Your Song", escrita por Elton John e Bernie Taupin, e interpretada por John.
- A edição deluxe do álbum foi lançada inicialmente em 23 de março de 2020, contendo os remixes como faixas bônus. Em 30 de março, o lançamento foi atualizado para incluir três novas faixas bônus antes dos remixes. Em 3 de abril, os remixes deverão ser lançados como um EP separado, com a edição deluxe do álbum terminando com a canção "Final Lullaby".[80]

## Tabelas
| Paradas (2020)                          | Melhor posição |
| --------------------------------------- | -------------- |
| Austrália (ARIA)                        | 1              |
| Áustria (Ö3 Austria Top 40)             | 1              |
| Bélgica (Ultratop Flandres)             | 1              |
| Bélgica (Ultratop Valônia)              | 2              |
| Canadá (Billboard)                      | 1              |
| República Tcheca (ČNS IFPI)             | 1              |
| Dinamarca (Hitlisten)                   | 1              |
| Países Baixos (Dutch Charts)            | 1              |
| Estônia (Eesti Tipp-40)                 | 1              |
| Finlândia (Suomen virallinen lista)     | 1              |
| França (SNEP)                           | 2              |
| Alemanha (Offizielle Deutsche Charts)   | 5              |
| Hungria (MAHASZ)                        | 11             |
| Islândia (Plötutíðindi)                 | 1              |
| Itália (FIMI)                           | 1              |
| Japão (Billboard Japan)                 | 76             |
| Japão (Oricon)                          | 41             |
| Lituânia (AGATA)                        | 1              |
| México (AMPROFON)                       | 1              |
| Nova Zelândia (RMNZ)                    | 1              |
| Noruega (VG-lista)                      | 1              |
| Polónia (ZPAV)                          | 8              |
| Portugal (AFP)                          | 2              |
| Escócia (Official Scottish Albums)      | 2              |
| Eslováquia (ČNS IFPI)                   | 1              |
| Coreia do Sul (Gaon)                    | 73             |
| Espanha (PROMUSICAE)                    | 3              |
| Suécia (Sverigetopplistan)              | 1              |
| Suíça (Schweizer Hitparade)             | 1              |
| Reino Unido (Official Albums Chart)     | 1              |
| Estados Unidos (Billboard 200)          | 1              |
| Estados Unidos (Top R&B/Hip Hop Albums) | 1              |

| País           | Certificador | Certificação |
| -------------- | ------------ | ------------ |
| Austrália      | ARIA         | Ouro         |
| Canadá         | MC           | 3× Platina   |
| França         | SNEP         | 2× Platina   |
| Itália         | FIMI         | Platina      |
| Nova Zelândia  | RMNZ         | Platina      |
| Polônia        | ZPAV         | Ouro         |
| Portugal       | AFP          | Platina      |
| Reino Unido    | BPI          | Ouro         |
| Estados Unidos | RIAA         | 2× Platina   |

## Créditos
Créditos adaptados do encarte do CD.
Músicos
- Metro Boomin – teclado (faixa 7), programação (faixa 7)
- The Weeknd – vocais, teclado, programação (faixas 1, 2, 3, 7, 9, 13), baixo, guitarra, bateria (faixa 9)
- Max Martin – baixo, bateria, guitarra, teclado, programação (faixas 3, 9)
- Oscar Holter – baixo, bateria, guitarra, teclado, programação (faixas 3, 9)
- Illangelo – teclado, programação (faixas 1, 2, 13)
- DaHeala – teclado, programação (faixas 1, 2, 13)
- Frank Dukes – teclado, programação (faixas 1, 13)
- Ricky Reed – teclado, programação (faixa 2)
- Nate Mercereau – teclado, programação (faixa 2)

Técnicos
- Illangelo – engenharia, mixagem (faixas 1, 2, 7, 13)
- Shin Kamiyama – engenharia (faixas 1, 2, 3, 7, 9, 13)
- Ethan Shumaker – engenharia (faixa 2)
- Serban Ghenea – mixagem (faixas 3, 9)
- John Hanes – engenheiro de mixagem (faixas 3, 9)
- Cory Bice – assistente de engenharia (faixas 3, 9)
- Jeremy Lertola – assistente de engenharia (faixas 3, 9)
- Sean Klein – assistente de engenharia (faixa 9)
- Dave Kutch – masterização (faixas 1–14)
- Kevin Peterson – masterização (faixas 1–14)